# Tunesië op het wereldkampioenschap voetbal 2006
Tunesië is een van de deelnemende landen aan het Wereldkampioenschap voetbal 2006. Het nam voor de vierde keer in zijn geschiedenis deel. Tijdens de drie vorige edities dat men op het WK actief was, werd nooit de tweede ronde bereikt. Zowel in 1978, 1998 als 2002 was de groepsfase het eindstation. De kwalificatie in 2006 betekende derhalve wel de derde deelname op rij.

## Kwalificatie
Als lid van de CAF diende Tunesië zich te kwalificeren via een van de vijf groepen waarvan de groepswinnaars zich uiteindelijk voor het WK zouden plaatsen. Vanwege resultaten behaald in het verleden hoefde Tunesië geen voorrondewedstrijd te spelen.
Tunesië kwam terecht in groep vijf en kwam daar in de vorm van Marokko en Guinee enkele sterke opponenten tegen. Kenia, Botswana en Malawi waren de overige landen in deze groep, maar speelden geen rol van betekenis. Van de drie kanshebbers haakte Guinee als eerste af nadat het, het onderlinge duel met Tunesië verloor, waardoor het te overbruggen gat te groot werd. In de laatste wedstrijd namen Tunesië en Marokko het in Tunesië tegen elkaar op, om zodoende te beslissen welk land naar het WK zou gaan. Voorafgaand aan de wedstrijd had Tunesië een punt voorsprong op de Marokkanen, waardoor Marokko moest winnen en Tunesië aan een gelijkspel genoeg had. De wedstrijd ontketende zich in een sfeervolle ambiance af tot een waar spektakelstuk dat uiteindelijk in een 2-2 gelijkspel eindigde. Veel Marokkaanse spelers, waaronder Ali Boussaboun bekritiseerden na afloop van de partij hun eigen bondscoach, omdat ze van mening waren dat hij een te behoudende tactiek eropna hield, terwijl hij wist dat een overwinning noodzakelijk was.

### Wedstrijden
| 5 juni, 2004      | Tunesië  | 4 – 1 | Botswana |
| 20 juni, 2004     | Guinee   | 2 – 1 | Tunesië  |
| 4 september, 2004 | Marokko  | 1 – 1 | Tunesië  |
| 9 oktober, 2004   | Malawi   | 2 – 2 | Tunesië  |
| 26 maart, 2005    | Tunesië  | 7 – 0 | Malawi   |
| 4 juni, 2005      | Botswana | 1 – 3 | Tunesië  |
| 11 juni, 2005     | Tunesië  | 2 – 0 | Guinee   |
| 17 augustus, 2005 | Tunesië  | 1 – 0 | Kenia    |
| 3 september, 2005 | Kenia    | 0 – 2 | Tunesië  |
| 8 oktober, 2005   | Tunesië  | 2 – 2 | Marokko  |

| Team     | Pts | Pld | W | D | L  | GF | GA  | GD |
| -------- | --- | --- | - | - | -- | -- | --- | -- |
| Tunesië  | 10  | 6   | 3 | 1 | 25 | 9  | +14 | 21 |
| Marokko  | 10  | 5   | 5 | 0 | 17 | 7  | +10 | 20 |
| Guinee   | 10  | 5   | 2 | 3 | 15 | 10 | +5  | 17 |
| Kenia    | 10  | 3   | 1 | 6 | 8  | 17 | -9  | 10 |
| Botswana | 10  | 3   | 0 | 7 | 10 | 18 | -8  | 9  |
| Malawi   | 10  | 1   | 3 | 6 | 12 | 26 | -14 | 6  |

## Groep H
Spanje was zoals zo vaak outsider voor de titel, de bejaarde coach Luis Aragonés besloot eindelijk voor de jongere generatie te kiezen, spelers als Xavi en Xabi Alonso hadden nu wel een basisplaats, spelers als Andrés Iniesta en de nog 19-jarige Cesc Fàbregas debuteerden in het nationale team. Het was tekenend dat aanvoerder en belangrijkste speler van zijn generatie Raúl nauwelijks nog een basisplaats had, Aragonés gaf regelmatig de voorkeur aan David Villa en Fernando Torres. Tegen Oekraïne gaf dit team zijn visite-kaartje af, met 4-0 werd het vooraf hoog ingeschatte land opgerold, Villa scoorde tweemaal, Torres eenmaal, Raúl zat op de bank. Tegen Tunesië ging het stukken moeilijker, een kwartier voor tijd brak reserve Raúl de ban met de gelijkmaker, uiteindelijk won Spanje met 3-1 door twee doelpunten van Fernando Torres.
Oekraïne herstelde zich met een 4-0 overwinning op Soedi Arabië, de wedstrijd tegen Tunesië was nu beslissend voor plaatsing voor de achtste finales, Tunesië moest winnen. Aangezien beide teams vooral bedreven waren in defensief en angstig spel viel er weinig te genieten, de wedstrijd werd in het voordeel van Oekraïne beslist dankzij een benutte strafschop van Andrij Sjevtsjenko na een door hem uitgelokte strafschop. Bij Saoedi-Arabië namen doelman Mohamed Al-Deayea en aanvaller Sami Al-Jaber afscheid van het nationale team, ze hadden beiden meer dan 150 interlands gespeeld.
| Land          | Wed | Win | Gel | Ver | DV | DT | +/− | Pnt |
| ------------- | --- | --- | --- | --- | -- | -- | --- | --- |
| Spanje        | 3   | 3   | 0   | 0   | 8  | 1  | 7   | 9   |
| Oekraïne      | 3   | 2   | 0   | 1   | 5  | 4  | 1   | 6   |
| Tunesië       | 3   | 0   | 1   | 2   | 3  | 6  | −3  | 1   |
| Saoedi-Arabië | 3   | 0   | 1   | 2   | 2  | 7  | −5  | 1   |

|                                               |                                             |       |          |                                                                              |
| 14 juni 2006 «onderlinge duels» 15:00 (UTC+2) | Spanje                                      | 4 – 0 | Oekraïne | Zentralstadion, Leipzig Toeschouwers: 43.000 Scheidsrechter: Massimo Busacca |
| 14 juni 2006 «onderlinge duels» 15:00 (UTC+2) | Alonso 13' Villa 17' (pen.), 48' Torres 81' |       |          | Zentralstadion, Leipzig Toeschouwers: 43.000 Scheidsrechter: Massimo Busacca |

|                                               |                        |       |                             |                                                                         |
| 14 juni 2006 «onderlinge duels» 18:00 (UTC+2) | Tunesië                | 2 – 2 | Saoedi-Arabië               | Allianz Arena, München Toeschouwers: 66.000 Scheidsrechter: Mark Shield |
| 14 juni 2006 «onderlinge duels» 18:00 (UTC+2) | Jaziri 23' Jaïdi 90+2' |       | 57' Al Qahtani 84' Al-Jaber | Allianz Arena, München Toeschouwers: 66.000 Scheidsrechter: Mark Shield |

|                                               |               |                                                      |          |                                                                     |
| 19 juni 2006 «onderlinge duels» 18:00 (UTC+2) | Saoedi-Arabië | 0 – 4                                                | Oekraïne | AOL Arena, Hamburg Toeschouwers: 50.000 Scheidsrechter: Graham Poll |
| 19 juni 2006 «onderlinge duels» 18:00 (UTC+2) |               | 4' Rusol 36' Rebrov 46' Sjevtsjenko 84' Kalinichenko |          | AOL Arena, Hamburg Toeschouwers: 50.000 Scheidsrechter: Graham Poll |

|                                               |                                 |       |          |                                                                                       |
| 19 juni 2006 «onderlinge duels» 21:00 (UTC+2) | Spanje                          | 3 – 1 | Tunesië  | Gottlieb-Daimler-Stadion, Stuttgart Toeschouwers: 52.000 Scheidsrechter: Carlos Simon |
| 19 juni 2006 «onderlinge duels» 21:00 (UTC+2) | Raúl 71' Torres 76' (pen.), 90' |       | 8' Mnari | Gottlieb-Daimler-Stadion, Stuttgart Toeschouwers: 52.000 Scheidsrechter: Carlos Simon |

|                                               |               |             |        |                                                                                        |
| 23 juni 2006 «onderlinge duels» 16:00 (UTC+2) | Saoedi-Arabië | 0 – 1       | Spanje | Fritz-Walter-Stadion, Kaiserslautern Toeschouwers: 46.000 Scheidsrechter: Coffi Codjia |
| 23 juni 2006 «onderlinge duels» 16:00 (UTC+2) |               | 36' Juanito |        | Fritz-Walter-Stadion, Kaiserslautern Toeschouwers: 46.000 Scheidsrechter: Coffi Codjia |

|                                               |                        |       |         |                                                                              |
| 23 juni 2006 «onderlinge duels» 16:00 (UTC+2) | Oekraïne               | 1 – 0 | Tunesië | Olympiastadion, Berlijn Toeschouwers: 72.000 Scheidsrechter: Carlos Amarilla |
| 23 juni 2006 «onderlinge duels» 16:00 (UTC+2) | Sjevtsjenko 70' (pen.) |       |         | Olympiastadion, Berlijn Toeschouwers: 72.000 Scheidsrechter: Carlos Amarilla |

## Wedstrijden gedetailleerd
WK voetbal 2006 (Groep H) Tunesië - Saoedi-Arabië
WK voetbal 2006 (Groep H) Spanje - Tunesië
WK voetbal 2006 (Groep H) Oekraïne - Tunesië

## Opmerkingen
1. ↑  https://www.nu.nl/sport/754690/spanje-geeft-visitekaartje-af.html
2. ↑  http://news.bbc.co.uk/sport2/hi/football/world_cup_2006/4853264.stm
3. ↑  https://www.vi.nl/nieuws/de-hoogtepunten-van-oekranetunesi
4. ↑  https://www.standaard.be/cnt/dmf23062006_088

FTF · A-internationals · Selecties · Bondscoaches · Tunesisch vrouwenelftal · Olympisch elftal · Tunesië U21 · Tunesië U20 · Tunesië U19 · Tunesië U18 · Tunesië U17
1950 – 1959 · 
1960 – 1969 · 
1970 – 1979 · 
1980 – 1989 · 
1990 – 1999 · 
2000 – 2009 · 
2010 – 2019 ·
2020 − 2029
WK 1978 · 
WK 1998 · 
WK 2002 · 
WK 2006 · 
WK 2018
OS 1960 · 
OS 1988 · 
OS 1996 · 
OS 2004
1957 · 
1958 · 
1959 · 
1960 · 
1961 · 
1962 · 
1963 · 
1964 · 
1965 · 
1966 · 
1967 · 
1968 · 
1969 · 
1970 · 
1971 · 
1972 · 
1973 · 
1974 · 
1975 · 
1976 · 
1977 · 
1978 · 
1979 · 
1980 · 
1981 · 
1982 · 
1983 · 
1984 · 
1985 · 
1986 · 
1987 · 
1988 · 
1989 · 
1990 · 
1991 · 
1992 · 
1993 · 
1994 · 
1995 · 
1996 · 
1997 · 
1998 · 
1999 · 
2000 · 
2001 · 
2002 · 
2003 · 
2004 · 
2005 · 
2006 · 
2007 · 
2008 · 
2009 · 
2010 · 
2011 · 
2012 · 
2013 · 
2014 · 
2015 · 
2016 ·
2017 ·
2018 ·
2019 ·
2020 ·
2021 ·
2022 ·
2023 ·
2024
Algerije ·
Angola ·
Argentinië ·
Australië ·
Bahrein ·
België ·
Benin ·
Bosnië en Herzegovina ·
Botswana ·
Brazilië ·
Bulgarije ·
Burkina Faso ·
Burundi ·
Canada ·
Centraal-Afrikaanse Republiek ·
Chili ·
China ·
Colombia ·
Comoren ·
Congo-Brazzaville ·
Congo-Kinshasa ·
Costa Rica ·
Denemarken ·
Djibouti ·
Duitse Democratische Republiek ·
Duitsland ·
Egypte ·
Engeland ·
Equatoriaal-Guinea ·
Ethiopië ·
Finland ·
Frankrijk ·
Gabon ·
Gambia ·
Georgië ·
Ghana ·
Guinee ·
Ierland ·
IJsland ·
Irak ·
Iran ·
Italië ·
Ivoorkust ·
Japan ·
Joegoslavië ·
Jordanië ·
Kaapverdië ·
Kameroen ·
Kenia ·
Koeweit ·
Kroatië ·
Letland ·
Libanon ·
Liberia ·
Libië ·
Madagaskar ·
Malawi ·
Mali ·
Malta ·
Marokko ·
Mauritanië ·
Mauritius ·
Mexico ·
Mozambique ·
Namibië ·
Nederland ·
Nieuw-Zeeland ·
Niger ·
Nigeria ·
Noorwegen ·
Oeganda ·
Oekraïne ·
Oman ·
Oostenrijk ·
Panama ·
Peru ·
Polen ·
Portugal ·
Qatar ·
Roemenië ·
Rusland ·
Rwanda ·
Saoedi-Arabië ·
Sao Tomé en Principe ·
Senegal ·
Servië en Montenegro ·
Seychellen ·
Sierra Leone ·
Slovenië ·
Soedan ·
Somalië ·
Sovjet-Unie ·
Spanje ·
Swaziland ·
Syrië ·
Tanzania ·
Togo ·
Tsjaad ·
Turkije ·
Uruguay ·
Verenigde Arabische Emiraten ·
Verenigde Staten ·
Wales ·
Wit-Rusland ·
Zambia ·
Zimbabwe ·
Zuid-Afrika ·
Zuid-Jemen ·
Zuid-Korea ·
Zweden ·
Zwitserland
België (2018) ·
Engeland (2018) ·
Oekraïne (2006) ·
Panama (2018) ·
Saoedi-Arabië (2006) · 
Spanje (2006)